# Фатих (квартал в Багджълар)
„Фатих“ (на турски: Fatih) е квартал на Истанбул, разположен в околия Багджълар. Общата му площ е 0,66 км2. Според данни на Адресната система за регистриране на населението (ABPRS) към 2023 г. населението на „Фатих“ е 41 062 жители.